# الحرب الإنجليزية الزولوية
الحرب الإنجليزية ـ الزولوية (بالإنجليزية: Anglo-Zulu War)‏، حرب وقعت في جنوب أفريقيا عام 1879. ويتفق معظم المؤرخين على أن البريطانين أشعلوا الحرب ليكسروا شوكة استقلال شعب الزولو. أراد وزير المستعمرات البريطاني، اللورد كارنارفون، أن يسحق قوة الزولو، حتى يتمكن البريطانيون من توحيد دويلات جنوب إفريقيا المنفصلة في اتحاد قوي.
كانت حربًا قصيرة ثانوية، إلا أنها كانت ذات آثار كبيرة على كل من جنوب إفريقيا وعبر الإمبراطورية البريطانية، لأن البريطانيين خسروا عدة معارك. تم تمحيص هذه الضربات التي تلقتها العسكرية البريطانية باهتمام متأن في أوروبا؛ حيث كانت بعض الدول تتطلع إلى تحدي قوة الإمبراطورية البريطانية.

## خلفية
في السبعينيات من القرن التاسع عشر أصبح سيتشوايو كامباندي ملكًا على الزولو. وقد حاول أن يحافظ على علاقة سلمية مع جيرانه، إلا أنه كان عازمًا على حفظ احترام شعبه وكرامته. وكان يملك جيشًا قويًا قادرًا على حماية مملكته.
بعد أن احتل البريطانيون إقليم الترانسفال عام 1877، أصبحوا قلقين من وجود مملكة مستقلة للزولو على حدودها. اعترض سيتشوايو على حدود الترانسفال الجديدة، ودعمت لجنة لحدود المستعمرات ادعاءاته. إلا أن الحاكم العام البريطاني، السير هنري بارتل فرير، كان عازمًا على تدمير سلطان الزولو. في عام 1878م، بعد الشكاوي حول عادات وممارسات الزولو، أرسل فرير إنذارًا إلى سيتشوايو مطالبًا فيه بأن يوافق ملك الزولو على شروط تعني عمليًا تخلي الزولو عن استقلالهم. حاول سيتشوايو أن يلبي معظم المطالب قبل انقضاء الإنذار، لكن قبل انتهاء الإنذار تقدمت القوات البريطانية إلى حدود الزولو. فقد كانوا يعتزمون شن هجوم ثلاثي الاتجاهات على أولندي، عاصمة الزولو.
وفي مستعمرة ناتال البريطانية، حاول مناصرو سيتشوايو كامباندي، بلا طائل، إيقاف الاشتباك الوشيك كما حذر الخبراء العسكريون من أن الغزو سيئ التوقيت بسبب الأمطار الصيفية. لكن في يناير من عام 1879 عبرت القوات البريطانية إلى زولو لاند، وتم إيقاف الطابور الشرقي عند إيشووي، وتعرض الطابور الأوسط لخسائر فادحة عند إيساندوانا، كما عجز الطابور الغربي عن التقدم عند كامبولا. لكن الصمود الباسل لقوة بريطانية صغيرة في مركز حدود روركس دريفت في مواجهة 4,000 من الزولو، ساعد جزئيًا على حفظ السمعة العسكرية البريطانية. وقد منحت الملكة فكتوريا 11 ميدالية بسالة لهذا العمل.
تراجعت القوات البريطانية المدحورة إلى ناتال لإعادة التجمع، واستدعاء تعزيزات. وقام المستوطنون المصابون بالهلع في ناتال والترانسفال ببناء دفاعاتهم. عبّرت الحكومة البريطانية عن استيائها لغزو أرض الزولو وفقدان الرجال والمعدات، إلا أن قائد القوات البريطانية، اللورد تشلمسفورد، كان عازمًا على استعادة سمعته. فشن هجومًا ثانيًا عام 1879. كان سيتشو ايو، يأمل في التفاوض للتوصل لاتفاقية سلام مع البريطانيين، خاصة وأن الزولو لم يتمكنوا من حصاد محاصيلهم. لكن في يونيو 1879 اندحر جيش الزولو في معركة أولندي، وفرّ سيتشوايو.
أُسر سيتشوايو فيما بعد، وخلع، ثم نفي من بلده. وجردت التسوية العائلة المالكة من مواشيهم وأرضهم وثروتهم، وقسمت أرض الزولو نفسها إلى 13 مشيخة. في عام 1883 انهارت التسوية واستحوذ سيتشوايو على سلطان محدود مرة أخرى. إلا أنه توفي في العام التالي، وقادت الحرب الأهلية بسرعة إلى دمار مملكة الزولو. وفي عام 1887، وضعت بريطانيا المنطقة تحت الحماية، ثم ضمتها بعد عشر سنوات إلى ناتال.

### الإمبراطورية البريطانية

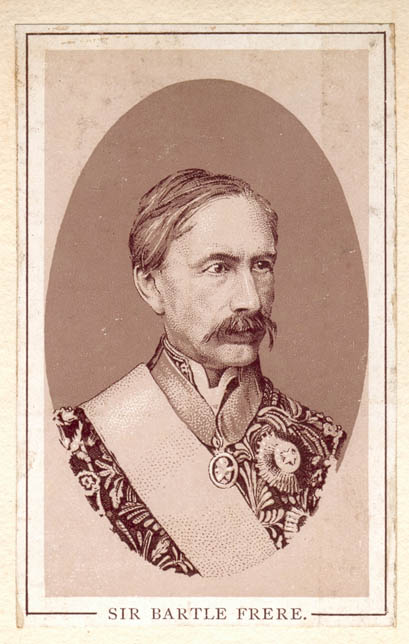
هنري بارتل فرير المفوض السامي البريطاني لجنوب أفريقيا سابقًا

وبحلول خمسينيات القرن التاسع عشر، كانت الإمبراطورية البريطانية تمتلك مستعمرات في جنوب إفريقيا على حدود مستوطنات مختلفة من البوير ، وممالك أفريقية أصلية مثل زولوس، وبسوتو والعديد من المناطق والقبائل الأصلية. تفاعلات مختلفة مع هذه اتبعت سياسة توسعية. تشكلت مستعمرة كيب بعد أن تخلت الإتفاقية الإنجليزية الهولندية 1814 بشكل دائم عن مستعمرة كيب تاون الهولندية إلى بريطانيا، وتوسعت أراضيها بشكل كبير خلال القرن التاسع عشر. أُعلنت ناتال في جنوب شرق إفريقيا مستعمرة بريطانية في 4 مايو 1843 بعد أن ضمت الحكومة البريطانية جمهورية البوير في ناتاليا. وقد وصلت الأمور إلى ذروتها عندما قام ثلاثة أبناء وأخ لرئيس زولو سيرايو بتنظيم غارة على ناتال وحملوا امرأتين كانتا تحت الحماية البريطانية.

### مملكة زولو

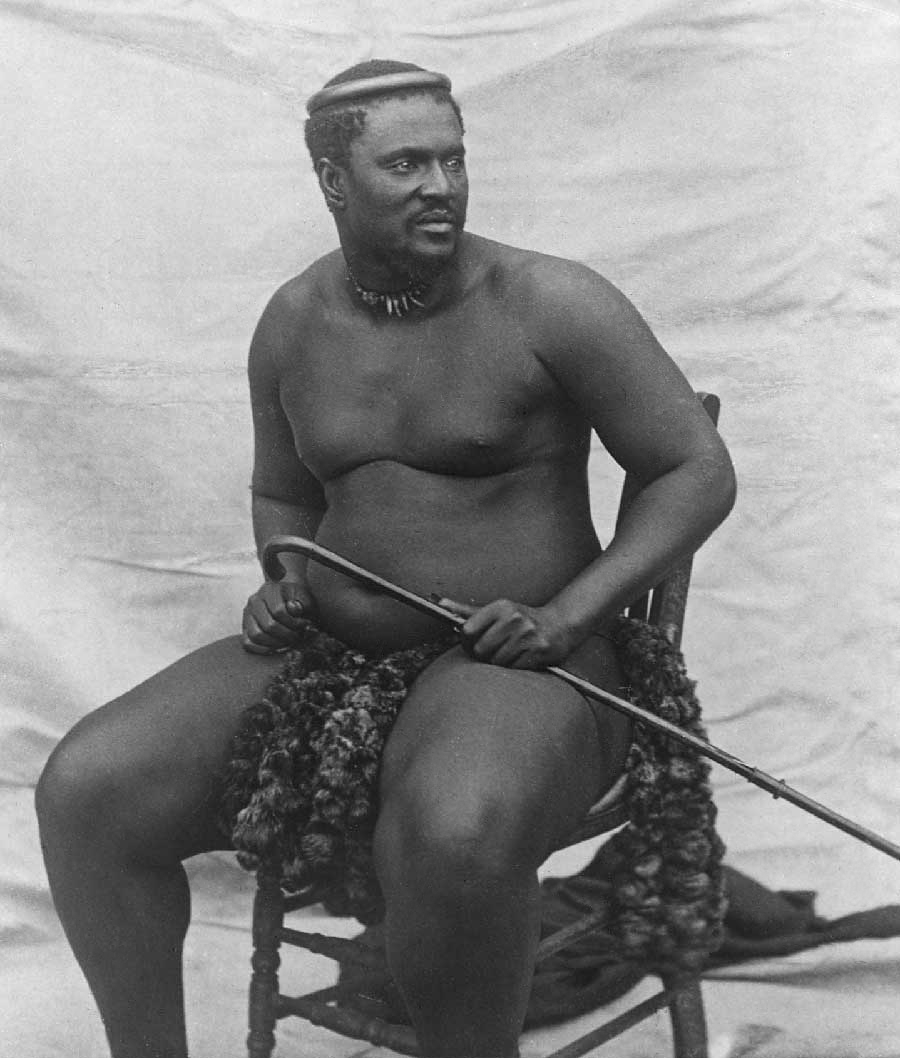
ملك الزولو سيتشوايو كامباندي

## لجنة الحدود والإنذار

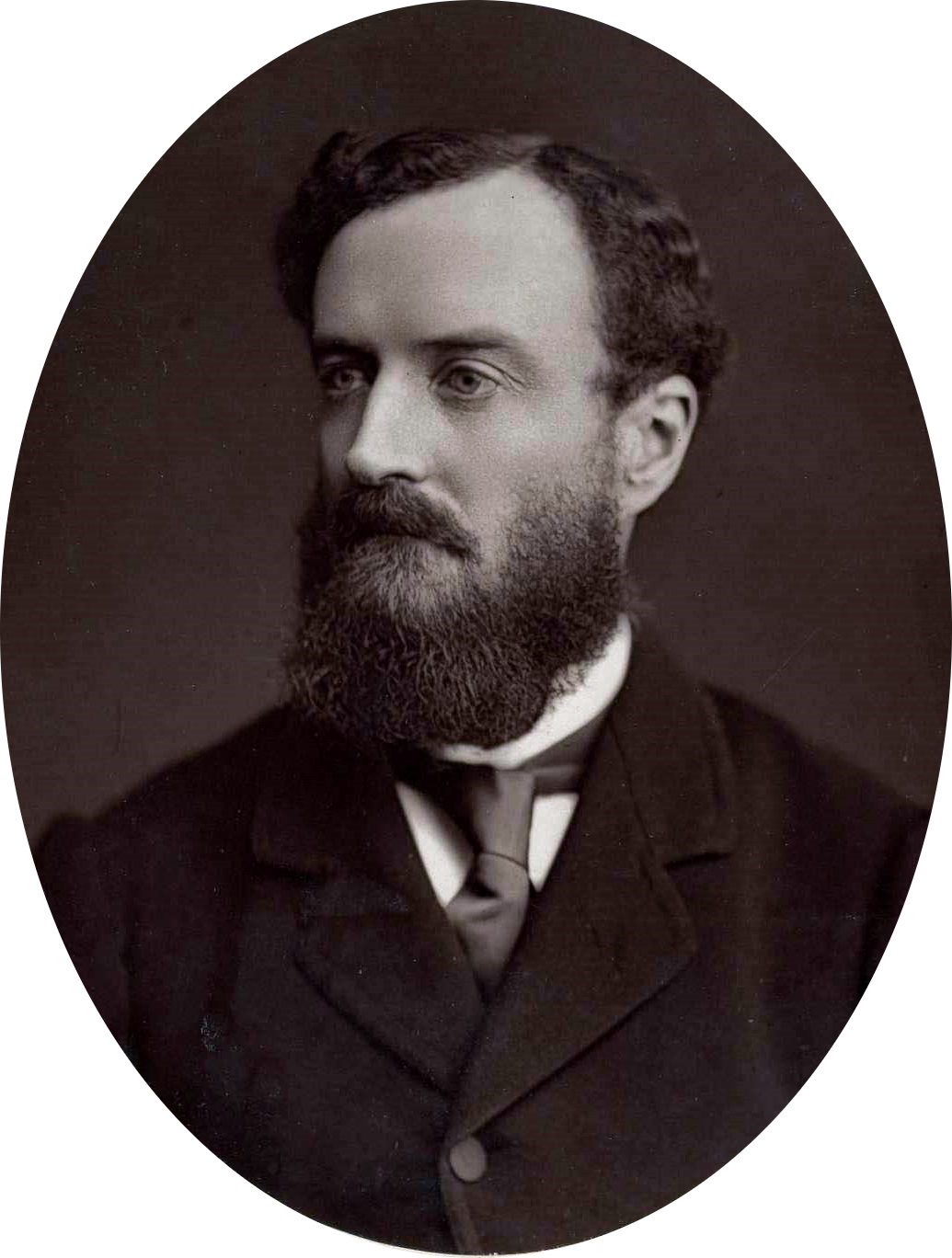
مايكل هيكس بيتش

## الغزو البريطاني والعمل على صده

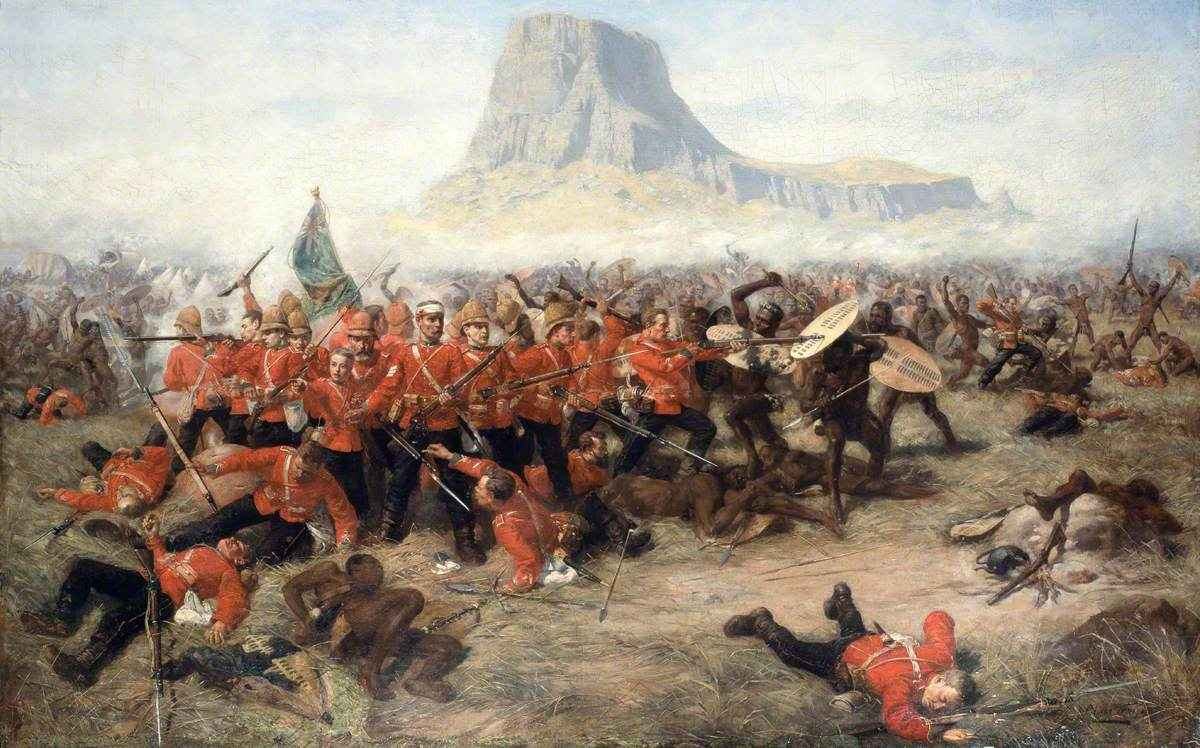
لوحة معركة إيساندلوانا للرسام تشارلز إدوين فريب (1854-1906)

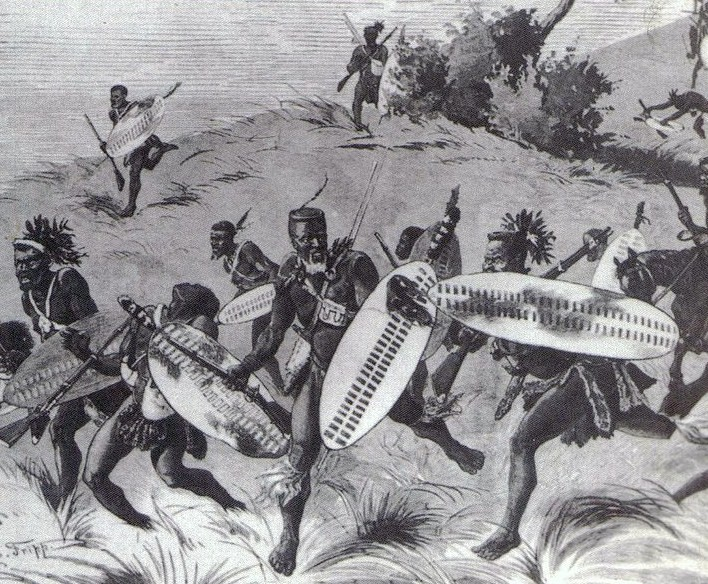
محاربو الزولو, 1879 (للرسام تشارلز إدوين فريب)

## الغزو الثاني وهزيمة الزولو

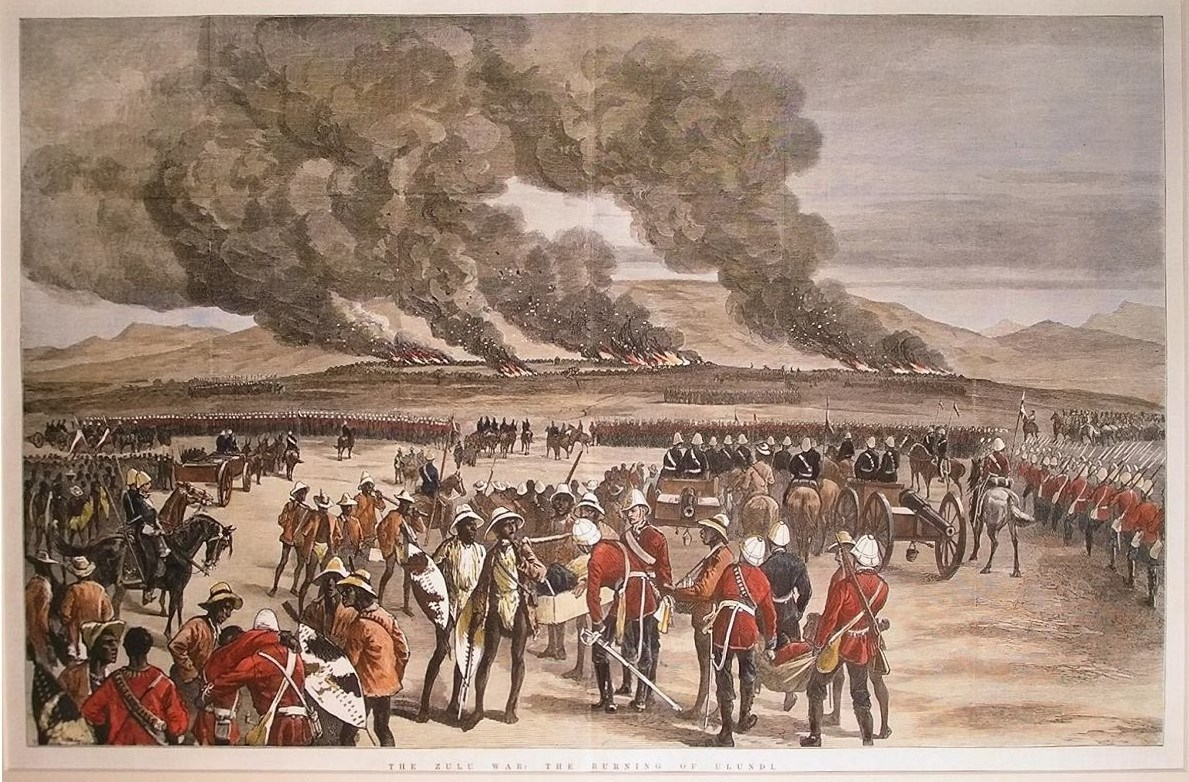
حرق أولوندي

## وصلات خارجية
- Rorke's Drift and the Anglo-Zulu War website
- Anglo-Zulu War Historical Society
- The Keynsham Light Horse
- History of the Anglo-Zulu War by Ian Knight
- Anglo-Zulu War, 1878–1879 by Ralph Zuljan